# Biserica „Sfântul Ioan Teologul” din Ferapontievca
Biserica „Sf. Ioan Teologul” este o biserică amplasată în Ferapontievca, Găgăuzia, Republica Moldova. Este un monument arhitectural de importanță națională inclus în Registrul monumentelor Republicii Moldova ocrotite de stat cu nr. 245 (raionul Comrat). Datează din 1861.